# Carroll County (New Hampshire)
Carroll County is een county in de Amerikaanse staat New Hampshire.
De county heeft een landoppervlakte van 2.419 km² en telt 43.666 inwoners (volkstelling 2000). De hoofdplaats is Ossipee.

## Bevolkingsontwikkeling
Belknap County · 
Carroll County · 
Cheshire County · 
Coös County · 
Grafton County · 
Hillsborough County · 
Merrimack County · 
Rockingham County · 
Strafford County · 
Sullivan County